# Проклетие
Прокле́тие (на тер. Черногории и Сербии; черног. Проклетије, серб. Проклетије, «проклятие») / Се́веро-Алба́нские А́льпы (на тер. Албании; алб. Bjeshkët e Nemuna) — горный массив на Балканском полуострове, на границе Албании, Черногории и Сербии (Косово). Расположен в южной части Динарского нагорья, вытянут с запада на восток на 100 км.
Высочайшая вершина — гора Езерца (2692 м), среди других пиков: Радохина (2570 м), Джяравица (2656 м, высочайшая точка Косова), Шкельзени (2407 м), Тромеда (2366 м) и другие. Массив располагается в приграничном районе трёх стран: Албании, Черногории и Сербии (Косово). Вокруг него располагаются города Печ, Джяковица (Косово), Байрам-Цурри (Албания), Рожае, Плав и Гусине (Черногория).

Проклетие на юге Динарского нагорья

Массив начинается от северо-западной конечности озера Шкодер. Южные склоны дендрируются притоками реки Дрин, северные — притоками Лима, а северо-западные — притоками реки Морача.
Массив сложен известняками, доломитами и сланцами, распространён карст. Склоны сильно расчленены и до высот 1700—1800 м над уровнем моря покрыты лесами (дуб, бук, клён, каштан, ель и сосна), выше — альпийские луга, местами снежники.
В 2009 году здесь были обнаружены четыре ледника на высотах 1980—2440 м над уровнем моря. Они находятся в глубоких карах северо-восточной экспозиции, значительно ниже региональной снеговой линии — благодаря высокой концентрации метелевого и, особенно, лавинного снега, которого здесь накапливается около 4—5,5 м в водном эквиваленте (коэффициент концентрации снега составляет около 2).
В 2009 году создан Национальный парк «Проклетие» площадью 16 630 га.